# Samojština
Samojština je tradiční a oficiálně používaný jazyk ve státě Samoa a v Americké Samoi, nezačleněném území USA. Patří do rodiny austronéských jazyků.
Počet lidí, kteří mluví samojštinou, je 369 957. 69 % z nich žije na Samojských ostrovech. Mimo něj se nachází největší komunita na Novém Zélandu, kde tvoří pátou největší etnickou skupinu. V roce 2006 zde uvedlo v sčítání obyvatelstva 95 428 osob, že ovládají samojštinu, a 141 103 osob uvedlo samojskou národnost. Mnoho Samojčanů žije v největším městě Nového Zélandu Aucklandu.

## Příklady

### Číslovky
| Samojsky | Česky |
| tasi     | jeden |
| lua      | dva   |
| tolu     | tři   |
| fa       | čtyři |
| lima     | pět   |
| ono      | šest  |
| fitu     | sedm  |
| valu     | osm   |
| iva      | devět |
| sefulu   | deset |

### Pozdravy a fráze
| Samojsky             | Česky             |
| Tālofa!              | Ahoj!             |
| Tofa soifua!         | Na shledanou!     |
| Manuia le taeao!     | Dobré ráno!       |
| Manuia le aoauli!    | Dobré odpoledne!  |
| Manuia le afiafi!    | Dobrý večer!      |
| Ioe / Leai           | Ano / Ne          |
| Faʻamolemole         | Prosím            |
| Faʻafetai!           | Děkuji!           |
| Faʻafetai tele lava! | Děkuji mnohokrát! |
| Faʻamalie atu        | Promiň            |

## Vzorový text
Otčenáš (modlitba Páně):
Lo matou Tamä e o i le lagi,
ia paia lou suafa.
Ia o’o mai lou malö.
Ia faia lo finagalo i le lalolagi.
e pei ona faia i le lagi.
Ia e foa’i mai ia te i matou i le aso nei
a matou mea e ai e tatau ma le aso.
Ia e faamagalo ia tei matou agasala,
e pei o i matou foi ona matou faamagaloina
atu i e ua agaleaga mai ia te i matou.
Aua foi e te ta’ita’iina
i matou i le faasoosoga, a ia e
lavea’i ia i matou ai le leaga. Amene.
Podobenství o marnotratném synu:

11 ʻUa fetalai atu foʻi lesu, Sa i ai le isi tamaloa ma ona ataliʻi e toʻalua.
12 ʻUa fai ane foʻi le uiʻi i lona tamā: Loʻu tamā e, aumai ia loʻu vaega o le ʻoloa. ʻOna vaevae ai lea e le tamā ana mea ʻiā te i lāʻua.
13 ʻUa mavae nai asao, ʻona faʻapotopoto ai lea e ia ana mea uma, ʻae alu malaga i se nuʻu mamao, ma faʻamāumāu solo ai ana mea i se olaga soʻona fai.
14 ʻUa uma atu ana mea, ʻona oge tele ai lea o lea nuʻu; ʻua matuā mativa ai o ia.
15 ʻUa alu o ia e faigaluega i le isi tagata o lea nuʻu; ʻua ʻauina foʻi o ia e lea tagata i ona fanua e fafaga ana puaʻa.
16 ʻUa tele lona manaʻo i atigi mea sa ʻaina e puaʻa e ʻai ai o ia, ʻae leai lava se isi na avane sina mea ʻiā te ia.
17 ʻOna fai ifo ai lea o ia, ʻO ʻauʻauna uma a loʻu tamā, o loʻo lava ma totoe a latou meaʻai, a o aʻu lenei o le a oti i le fia ʻai!
18 O le a ʻou tulaʻi ma alu atu i loʻu tamā, ma fai atu i ai, loʻu tamā e, ʻua ʻou agasala i le Atua; ʻua ʻou agasala foʻi ʻiā te oe,
19 ʻUa lē tatau ʻona toe taʻua aʻu o sou ataliʻi. A ʻia ʻavea aʻu e pei o sē tasi o au ʻauʻauna.
20 ʻOna tulaʻi le o ia, ʻua foʻi atu i lona tamā. ʻUa iloa mamao atu foʻi o ia e lona tamā, ʻona mutimutivale lea o lona alofa, ʻua momoʻe atu, ʻua fusi ʻiā te ia, ma sogi atu ʻiā te ia.
21 A ʻua fai mai le ataliʻi ʻiā: Loʻu tamā e, ʻua ʻou agasala i luma o le Atua ʻatoa ma ou luma, ʻua lē tatau ʻona toe taʻua aʻu o sou ataliʻi.
22 A ʻua valaʻau le tamā i ana ʻauʻauna, ma fai atu i ai: Faʻavave! Aumai le ʻofu talaloa aupito lelei, ma faʻaʻofu ai o ia; faʻamaulu se mama i lona tamatamaʻilima, ma tuʻu ni seʻevae i ona vae.
23 ʻAve se tamaʻi povi peti e fasi, seʻi o tatou ʻaʻai ai ma fiafia;
24 auā o loʻu ataliʻi lenei na oti, a o lenei ʻua toe ola mai; na lē iloa foʻi, a o lenei ʻua toe maua. ʻOna latou ʻaʻai ai lea ma le ʻoliʻoli.
25 O le taimi lea a o i le vao le ataliʻi ulumatua. ʻUa foʻi mai o ia, ʻua lata mai i le fale, ʻona faʻalogoina ai lea e ia lāʻaupese ma siva.
26 ʻUa valaʻau o ia i le isi ʻauʻauna, ma fesili atu i ai po o le ā le uiga o ia mea.
27 ʻOna fai mai lea o le ʻauʻauna ʻiā te ia, ʻUa toe foʻi mai lou uso; ma ʻua fasi ai e lou tamā le tamaʻi povi peti, ʻina ʻua toe foʻi mai o ia ma le manuia.
28 ʻOna ita ai lea o le uso matua, ma ʻua lē fia ulufale; o lea na alu atu ai lona tamā i fafo, ma faʻaoleole ʻiā te ia.
29 ʻOna fai atu ai lea o ia i lona tamā, Vaʻai oe, na ʻou ʻauʻauna ʻiā te oe i nei tausaga e tele, e leai sau poloaʻiga ʻua ʻou solia; ʻe te leʻi ʻaumaia lava se tamaʻi ʻoti ma aʻu matou te fiafia ai ma aʻu uō.
30 A o lou ataliʻi lenā, sa faʻamāumāu e ia au mea faʻatasi ma fafine talitane; ʻua sau o ia, ʻona e fasi lea o le tamaʻi povi peti mo ia!
31 A ʻua tali atu le tamā ʻiā te ia, ʻLoʻu ataliʻi e, o loʻo ta nonofo pea lava, o mea uma foʻi o ʻiā te aʻu, o au mea uma lava na.
32 ʻAe tatau ʻona tatou fiafia ma ʻoliʻoli, auā o si ou uso lenā na oti, a o lea ʻua toe ola mai; na lē iloa foʻi, a o lenei ʻua toe maua.

### Všeobecná deklarace lidských práv
| samojsky | O tagata soifua uma ua saoloto lo latou fananau mai, ma e tutusa o latou tulaga aloaia faapea a latou aia tatau. Ua faaeeina atu i a latou le mafaufau lelei ma le loto fuatiaifo ma e tatau ona faatino le agaga faauso i le va o le tasi i le isi. |
| česky    | Všichni lidé se rodí svobodní a sobě rovní co do důstojnosti a práv. Jsou nadáni rozumem a svědomím a mají spolu jednat v duchu bratrství. |